# Jasionów
Jasionów [pronunciación en polaco: /jaˈɕɔnuf/] (en ucraniano: Ясенів, Yaseniv) es un pueblo en el distrito administrativo de Gmina Haczów, dentro del Distrito de Brzozów, Voivodato de Subcarpacia, en el sudeste de Polonia. Se encuentra aproximadamente 6 kilómetros al este de Haczów, 6 kilómetros al sudoeste de Brzozów, y 43 kilómetros al sur de la capital regional, Rzeszów.
El pueblo tiene una población de 1,300 habitantes.